# 藤原有年
藤原 有年（ふじわら の ありとし）は、平安時代初期から前期にかけての貴族。藤原南家乙麻呂流、右衛門権佐・藤原高扶の子。官位は正五位下・播磨守。

## 経歴
斉衡3年（856年）備後守、天安2年（858年）近江介、貞観5年（863年）大宰少弐、貞観6年（864年）讃岐介と文徳朝から清和朝にかけて地方官を歴任する。しかし、讃岐介在任中の貞観8年（866年）に殺人事件に対する判決の誤りについて責任を問われて、笞刑50・贖銅5斤を科せられた。
その後散位となるが、貞観11年（869年）従五位上・播磨守に叙任され再び地方官を務める。貞観18年（876年）清和天皇譲位の際には、鈴鹿関の固関のために伊勢国に派遣された。
また時期は不明ながら、検非違使佐・伊予守・上野介も務め、位階は正五位下に至っている。

## 藤原有年申文

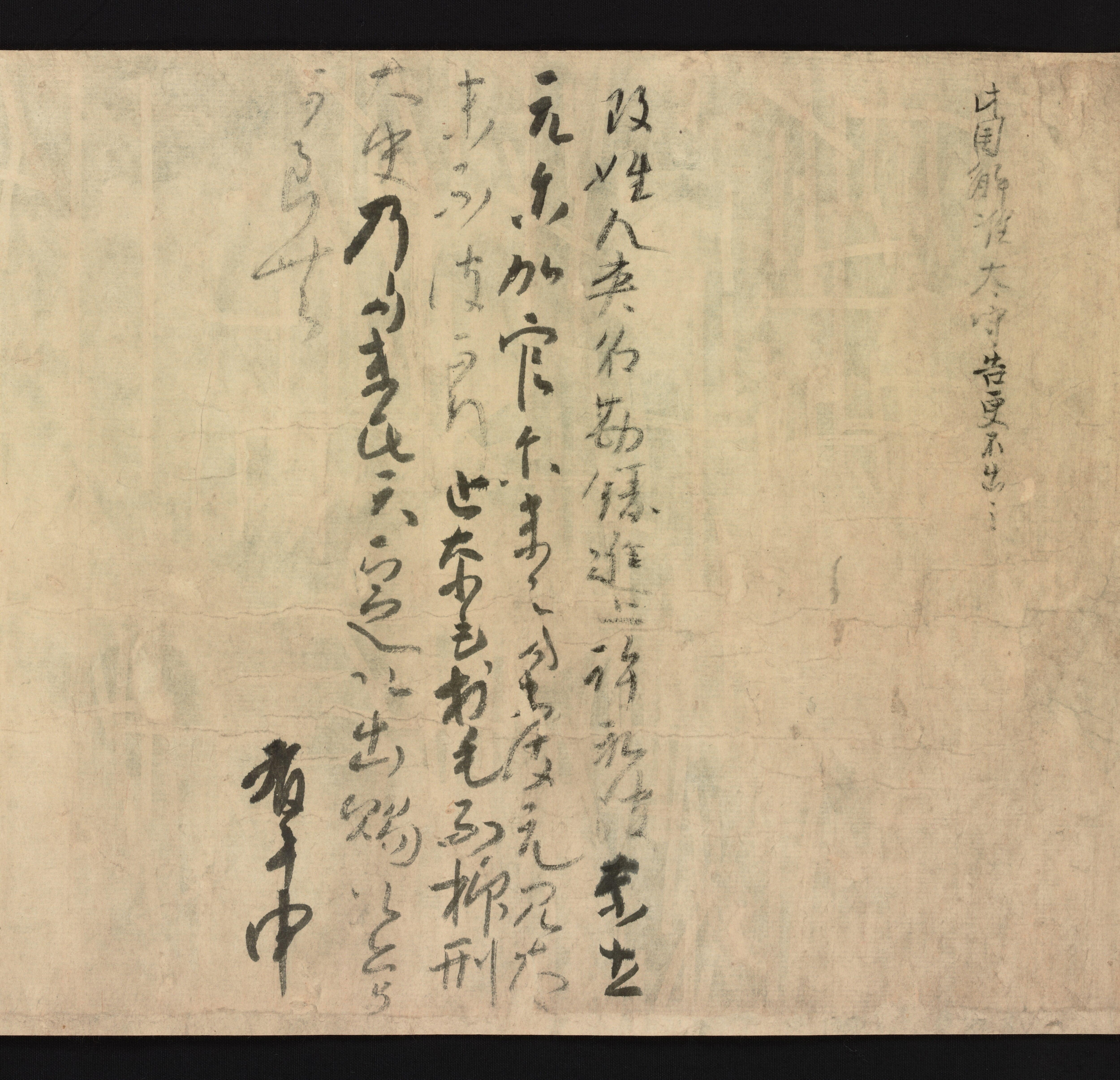
讃岐国司解

有年が讃岐介在任中の貞観9年（867年）に作成した申文である『讃岐国司解藤原有年申文』は、現存する最古の草書体の仮名、かつ仮名を使用した公文書である。東京国立博物館所蔵。
この申文は、「讃岐国戸籍帳」1巻の見返し（表紙裏）に有年が記したものであり、「讃岐国司解」という解文の前に添えられている。「讃岐国司解」とは、貞観9年（867年）2月16日、那珂郡と多度郡に住む因支首（いなぎのおびと）一族から出された和気公（わけのきみ）への改姓願いであり、讃岐国司が太政官に提出した。この時、有年は讃岐介を務めており、その『有年申文』の全文は、

改姓人夾名勘録進上　許礼波奈世无尓加　官尓末之多末波无　見太末ふ波可利止奈毛お毛ふ　抑刑大史乃多末比天　定以出賜　いとよ可良無　有年申

と記されている。以下は中古日本語の一部の訓読である。

(改姓人夾名勘録進上)　これは何為むにか　官に申し賜はむ　見賜ふばかりとなも思ふ　抑刑大史宣ひて　(定以出賜)　いと良からむ　(有年申)

なお、貞観9年（867年）2月16日時点での讃岐国司の陣容は以下の通り。
- （守） 藤原良縄 正四位下 参議・右衛門督
- （権守） 藤原良世 従四位上 蔵人頭・皇太后宮大夫
- （権介） 当麻鴨継 正五位下 主殿頭
- （介） 藤原有年 従五位下
- （権掾） 藤原（房雄か） 従五位下 左近衛将監
- （権掾） 藤原有実 六位か 蔵人・左近衛将監
- （掾） 高階（全秀か） 従六位上
- （大目） 秦安統 正六位上
- （権大目） 土師（欠名） 正六位上
- （少目） 阿岐奈（安継か） 正六位下

このうち、守・権守・権介任官者は、何れも京官を本職としていることから、遙任として讃岐国には赴任しておらず、讃岐国現地では、介たる有年が讃岐国司の筆頭として本文書の差出人となったと考えられている。

## 官歴
『六国史』による。
- 時期不詳：従五位下
- 斉衡3年（856年） 5月13日：備後守
- 天安2年（858年） 9月23日：近江介
- 貞観5年（863年） 3月20日：大宰少弐
- 貞観6年（864年） 正月16日：讃岐介
- 貞観8年（866年） 10月25日：笞刑50、贖銅5斤
- 貞観11年（869年） 正月7日：従五位上。正月13日：播磨守。11月11日：播磨守
- 貞観18年（876年） 11月28日：見散位
- 時期不詳：正五位下。検非違使佐。伊予守。上野介[4]

## 系譜
- 父：藤原高扶
- 母：坂上関守の娘
- 妻：建部氏
  - 男子：藤原正茂
- 生母不詳の子女
  - 男子：藤原正樹